# Пеи-де-Борн

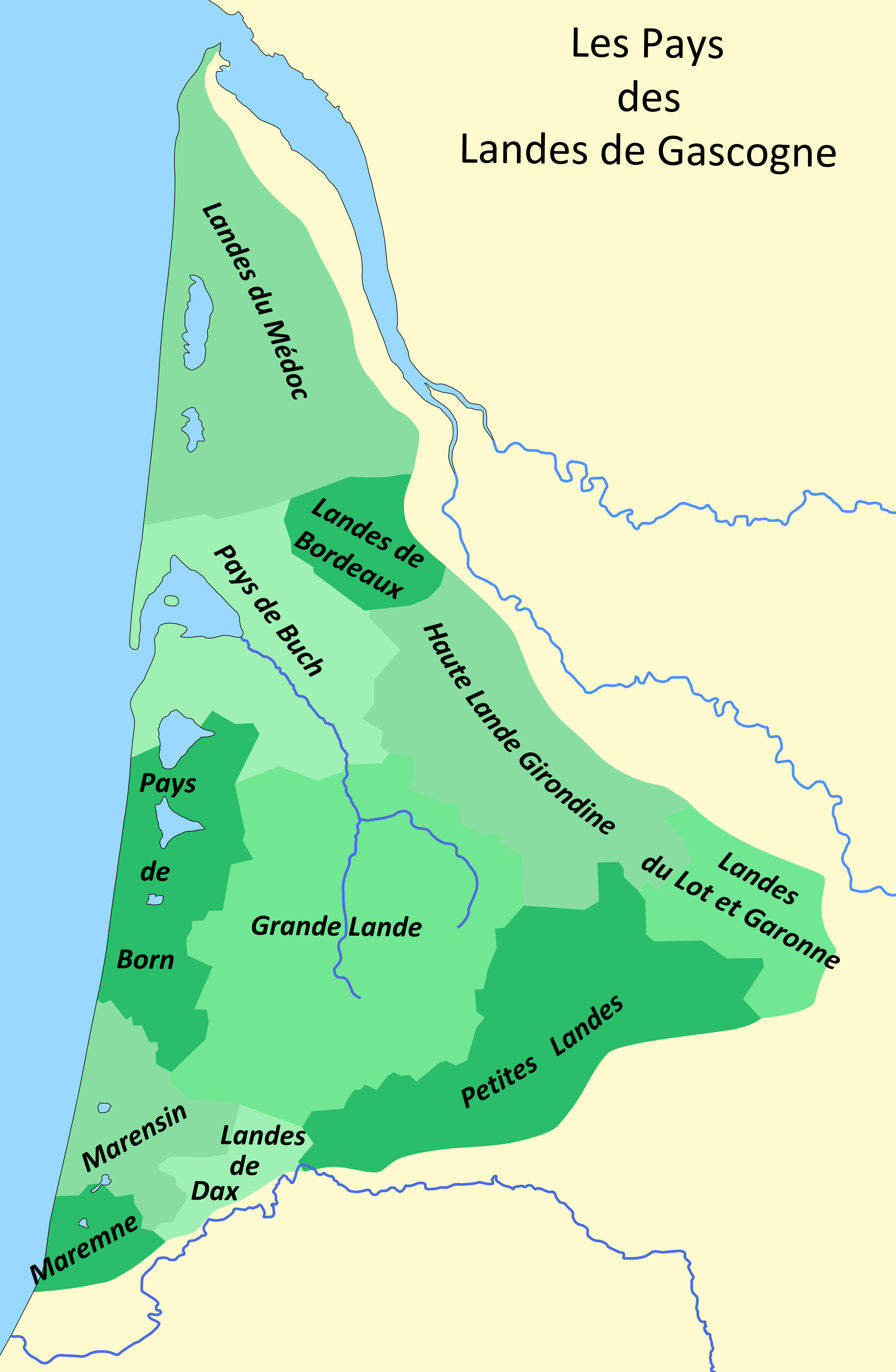
Карта природной области Гасконские Ланды

Пеи-де-Борн (фр. Pays de Born) — исторический край во Франции на севере департамента Ланды, который, наряду с другими краями, образует природную область Гасконские Ланды. На территории этого края расположено 19 коммун, главным городом является Мимизан.

## Общие сведения
Край Пеи-де-Борн, имеющий форму трапеции, расположен на побережье Атлантического океана, на севере он граничит с краем Пеи-де-Бюш, на востоке — с краем Большие Ланды, а на юге — с землями Маренсена.
Население края, вне сезонного периода составляющее 39 617 жителей (2008 год), на период летних месяцев увеличивается до 100 000 человек. Основными городами края считаются Мимизан, Парантис-ан-Борн и Бискарросс; столицей края является Мимизан.

### Природный ландшафт
На территории края Пеи-де-Борн можно встретить три вида ландшафта:
- атлантическое побережье с дюнами мелкозернистого песка и крупными волнами, привлекательными для сёрфингистов. В 1905 году, на пике Прекрасной эпохи, группа развивавших туризм предпринимателей, сделали остановку в Мимизане, где французский журналист и поэт Морис Мартен придумал для аквитанского побережья название «Серебряный берег».
- здесь расположено множество водоёмов. С давних времён они были изолированы от океана, о чём свидетельствуют археологические раскопки возле коммуны Сангине. Множество небольших ручьёв впадают в Атлантический океан.
- лесные насаждения на территории края делятся на так называемые заповедные леса, расположенные непосредственно позади прибрежных дюн, и на промышленные леса, расположенные в центре края; последние находятся преимущественно в частной собственности и были высажены в XIX веке в рамках французского «Закона об оздоровлении и реформе культуры в Гасконских Ландах» от 19 июня 1857 года.

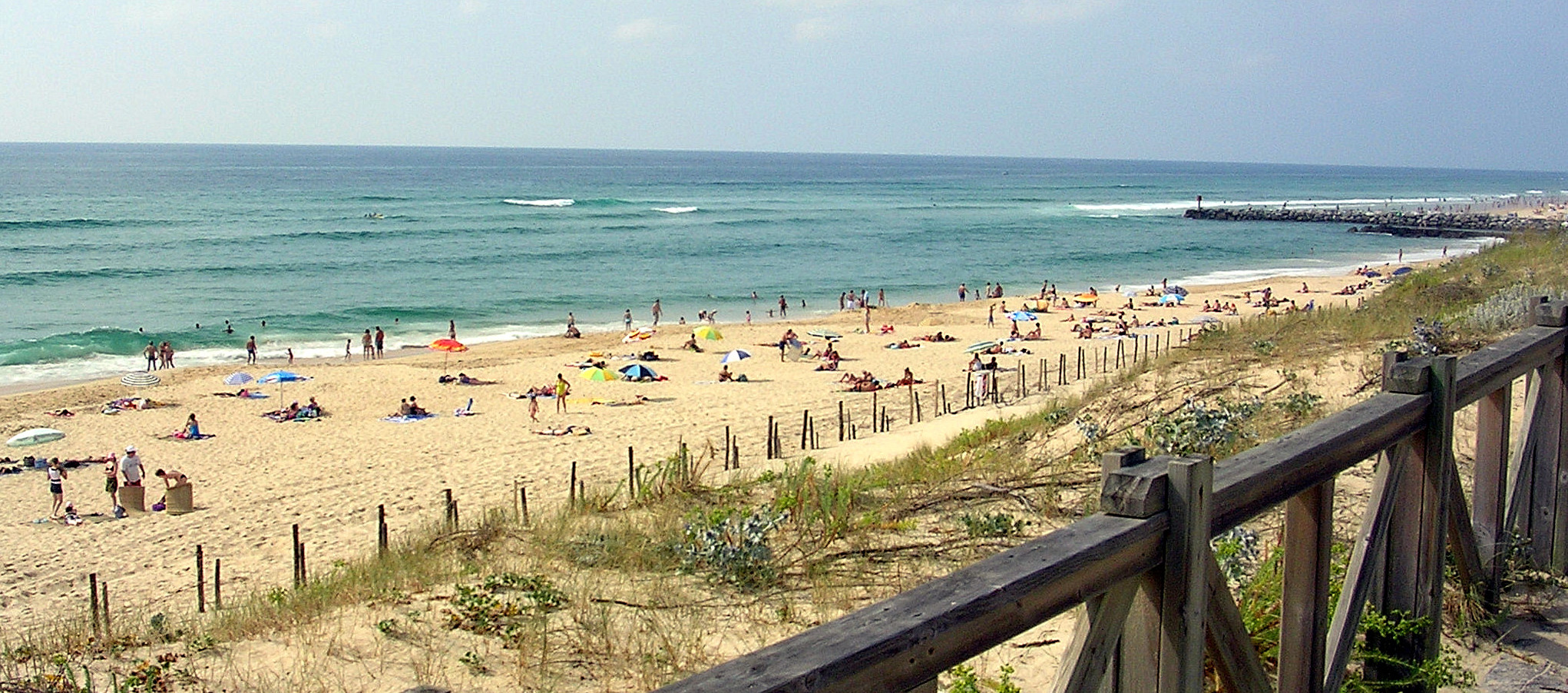
Пляжи в Мимизане
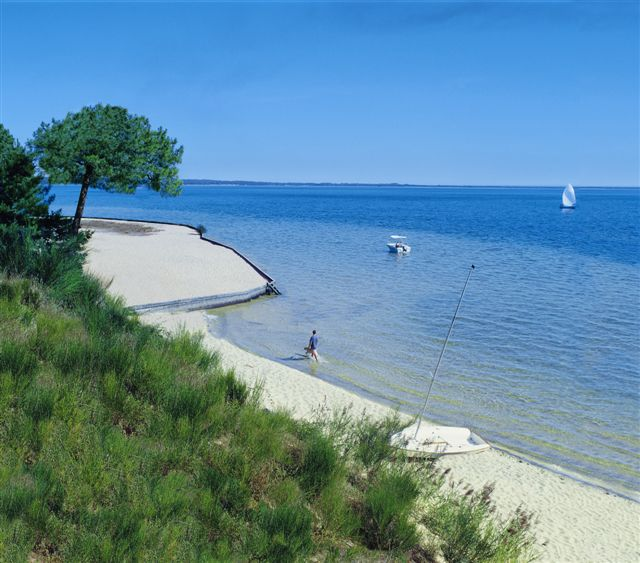
Озеро в Бискарроссе
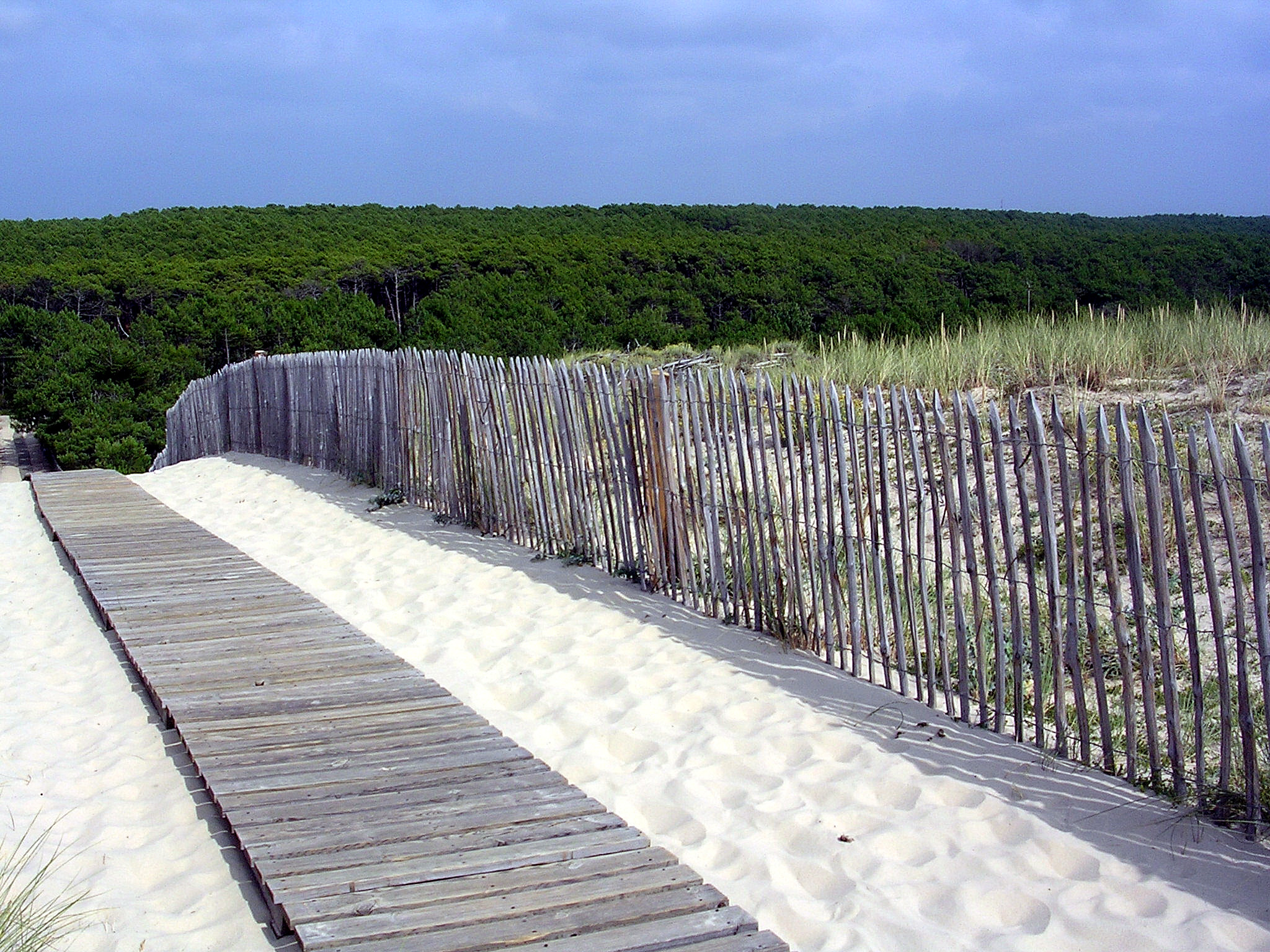
Песчаная дюна и Ландские леса

## История

### Галло-римский период
Земли Борна были расположены на пути римлян, и они именно здесь построили дорогу, соединившую современные Бордо и Дакс, о чём упомянуто в Итинерарии Антонина. Жители Борна пользовались этим торговым маршрутом, проходящим с севера на юг, чтобы продавать свою продукцию, главным образом продукты смолокурения.
Живя рядом с океаном, аквитанцы занимались преимущественно рыбалкой и охотой, а также выращивали в основном просо и рожь из-за бедности почв. Также они занимались выращиванием свиней, крупного рогатого скота и баранов, а также добывали соль из морской воды. Соль очень ценилась и была предметом товарного обмена у населения, что можно рассматривать как зарождение реальной торговли.
Виноградарство также занимало важную роль в экономике гало-романского периода. Виноградники распространились в крае повсеместно, росло потребление вин. Прочие товары производились исключительно ремесленниками, а именно, предметы обихода, орудия труда, гвозди, фибулы, а также продукты смолокурения.
Смолу добывали в крае ещё в предшествующий период; её использовали непосредственно для герметизации сосудов, для освещения, либо в виноделии для добавления к вину, чтобы получить смолистый вкус.

### Старый порядок
Начиная с XI века, находившиеся на территории края совте (свободные поселения, где не действовали светские законы), к примеру, Мимизан, были переданы под управление аббатства Сен-Севе. В обмен на некоторые льготы, аббатство удерживало жителей на этих трудных землях и привлекало новых. Также аббатство обслуживало поток паломников, направлявшихся к могиле апостола Иакова.
Около 1500 года в крае был учреждён превотальный суд, бывший в подчинении у края Альбре. Епархиальное руководство краем находилось в Бордо вплоть до 1789 года.

## Экономика
В крае вплоть до XIX века эксплуатировалось два месторождения железной руды, в селениях Понтанкс-ле-Форж и Юза. И в тот период существовала высокая конкуренция между тремя местными кузнечными мастерскими. По мере истощения месторождений сюда стали завозить руду из Перигора.
Качалки нефтяной компании Esso откачивали нефть на территории края в период экономического подъёма Франции (1954—1990 годы) и сейчас они не функционируют. В период с 1930 по 1955 годы на территории края работало предприятие Latécoère, производившее гидросамолёты для стран Африки и Америки. Однако сейчас его славная деятельность стала предметом экспозиции в Музее истории гидроавиации.
В настоящее время экономика края представлена ведением и использованием лесного хозяйства, благодаря наличию обширных Ландских лесов и бумажной фабрики в Мимизане. Важной статьёй доходов края является курортный туризм на Серебряном берегу. В Бискарросе размещён военный исследовательский центр по запуску ракет (CELM), принадлежащий Министерству обороны Франции.

## Объекты культурного наследия
На территории края расположены:
- Колокольня в Мимизане, классифицированная как национальный исторический памятник и внесённая в список Всемирного наследия ЮНЕСКО
- Участок паломнического пути к могиле апостола Иакова
- Шато Вулсак, старинный охотничий замок, построенный в 1911 году в Мимизане на берегу озера Орельян (фр. lac d’Aureilhan) Хью Ричардом Гровенором, 2-м герцогом Вестминстером
- Древние межевые столбы свободного поселения Мимизана, внесённые в список исторических памятников
- Маяк Конти, на территории коммуны Сен-Жюльен-ан-Борн, единственный морской сигнальный прожектор на океаническом побережье Ландов

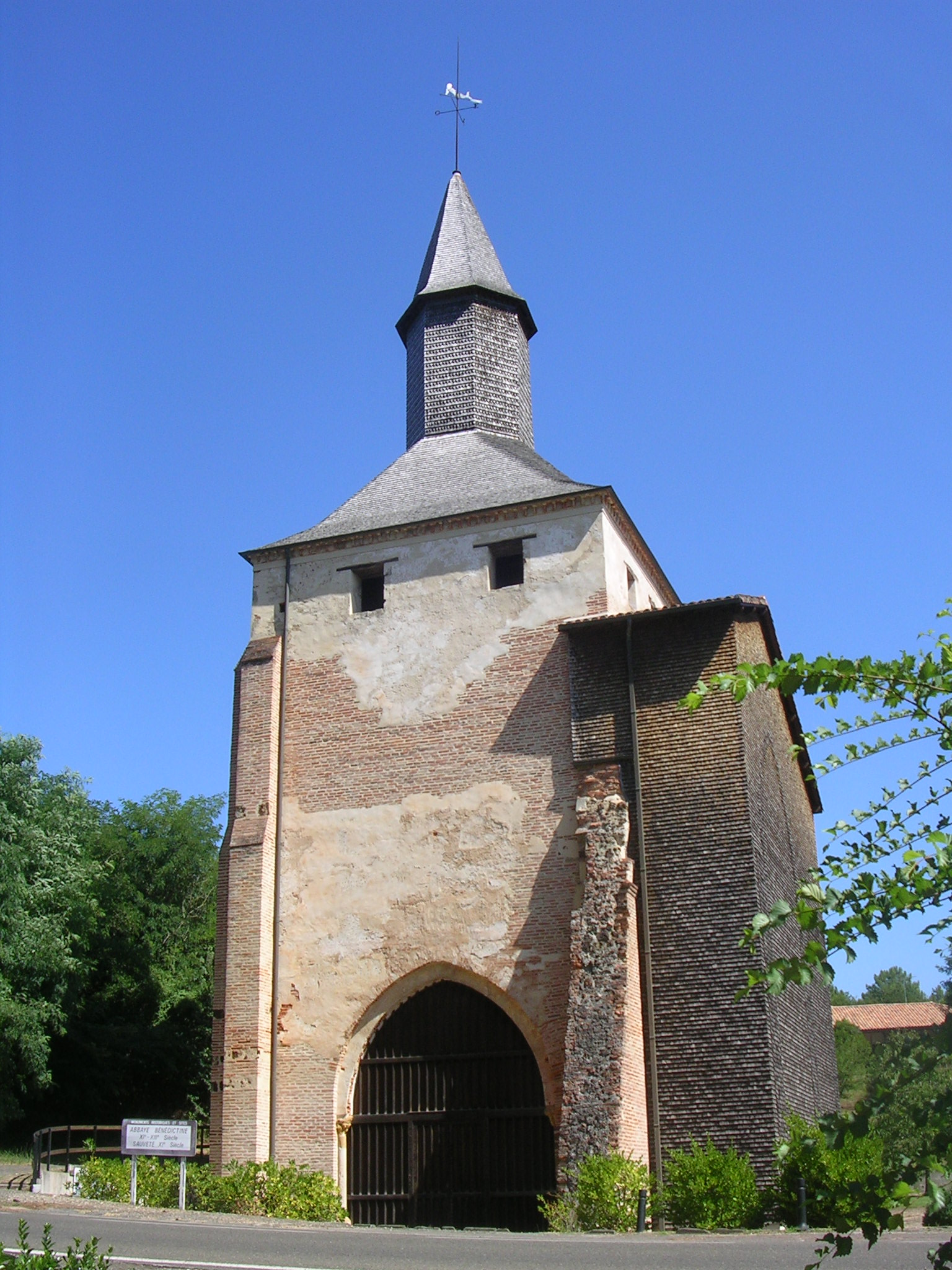
Колокольня в Мимизане
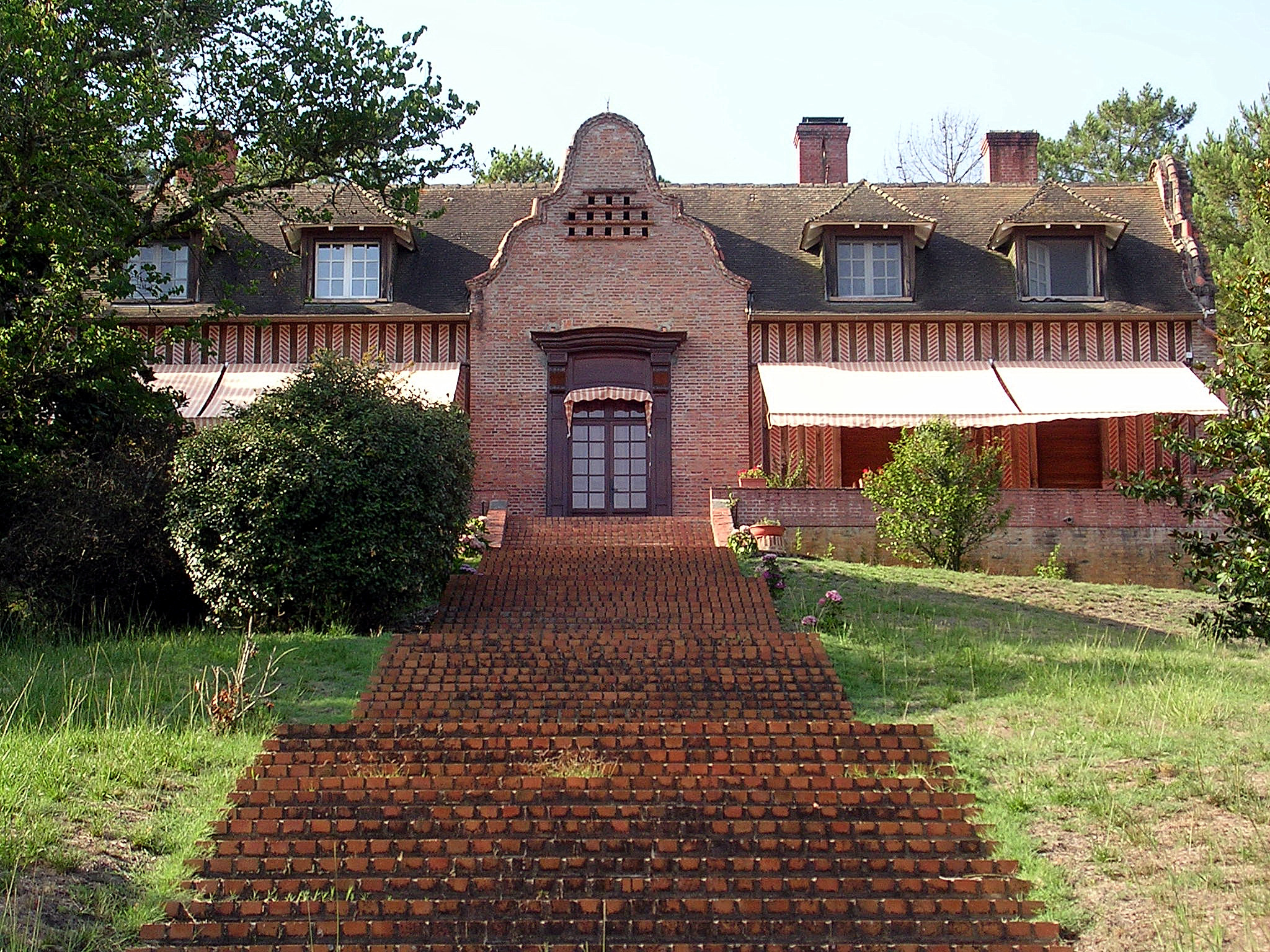
Шато Вулсак
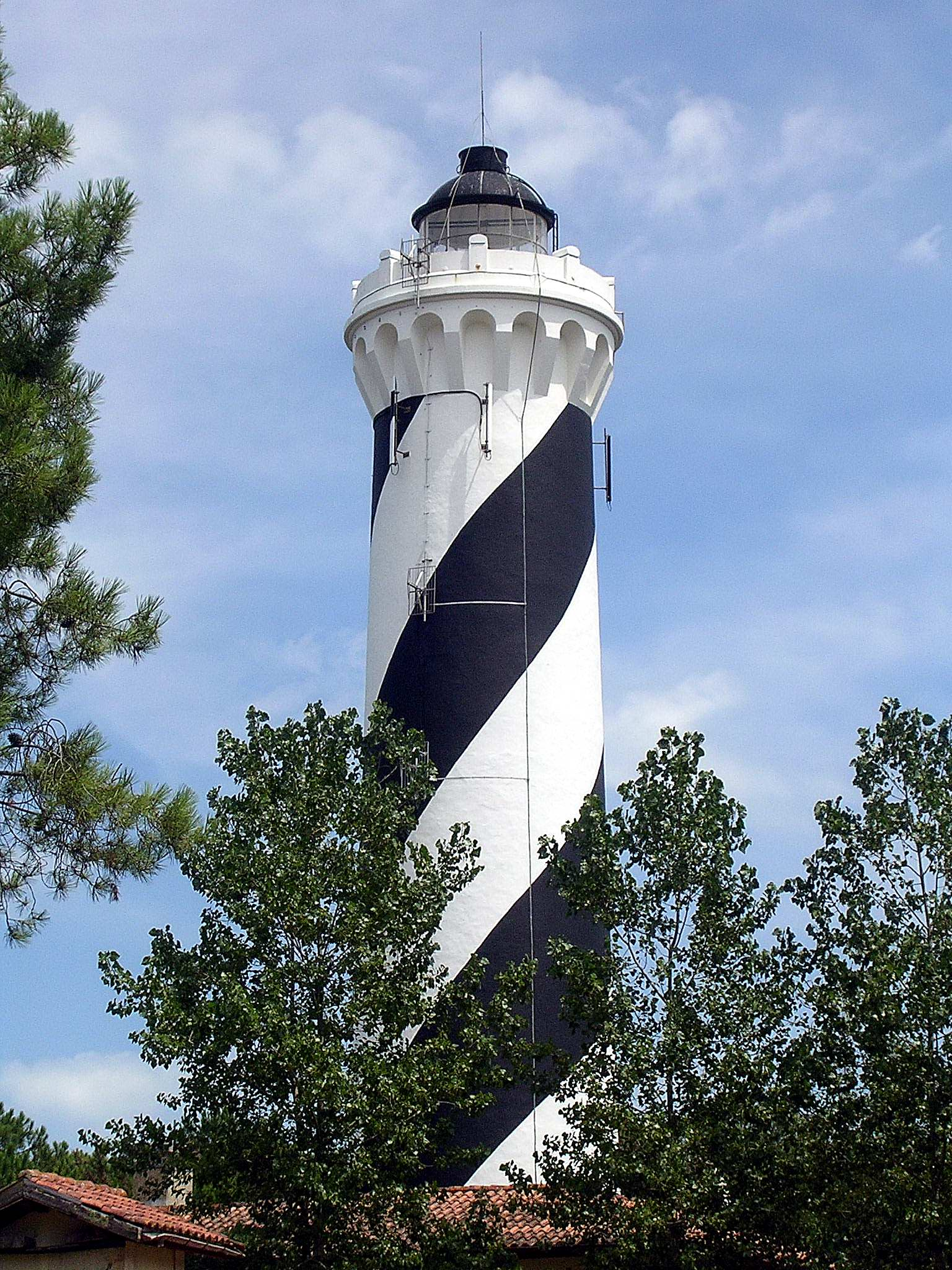
Маяк Конти
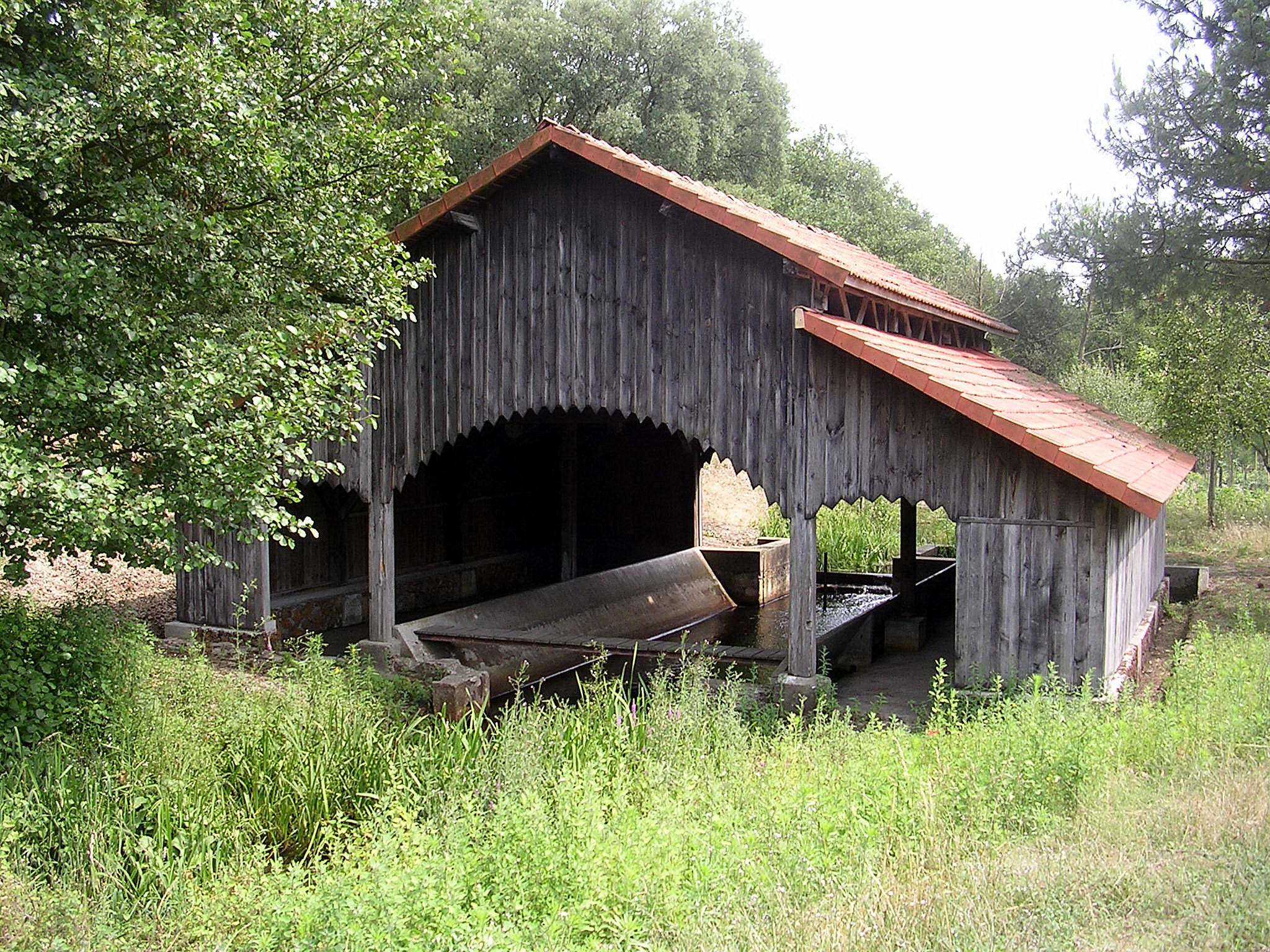
Гасконская прачечная